# Perizoma caeruleosecta
Perizoma caeruleosecta là một loài bướm đêm trong họ Geometridae.